# فروشگاه بزرگ
فروشگاه چند منظوره (انگلیسی: Department store) یک فروشگاه خرده فروشی متشکل از بخش‌های گوناگون است که طیف گسترده‌ای از کالاهای مصرفی را ارائه می‌دهد.

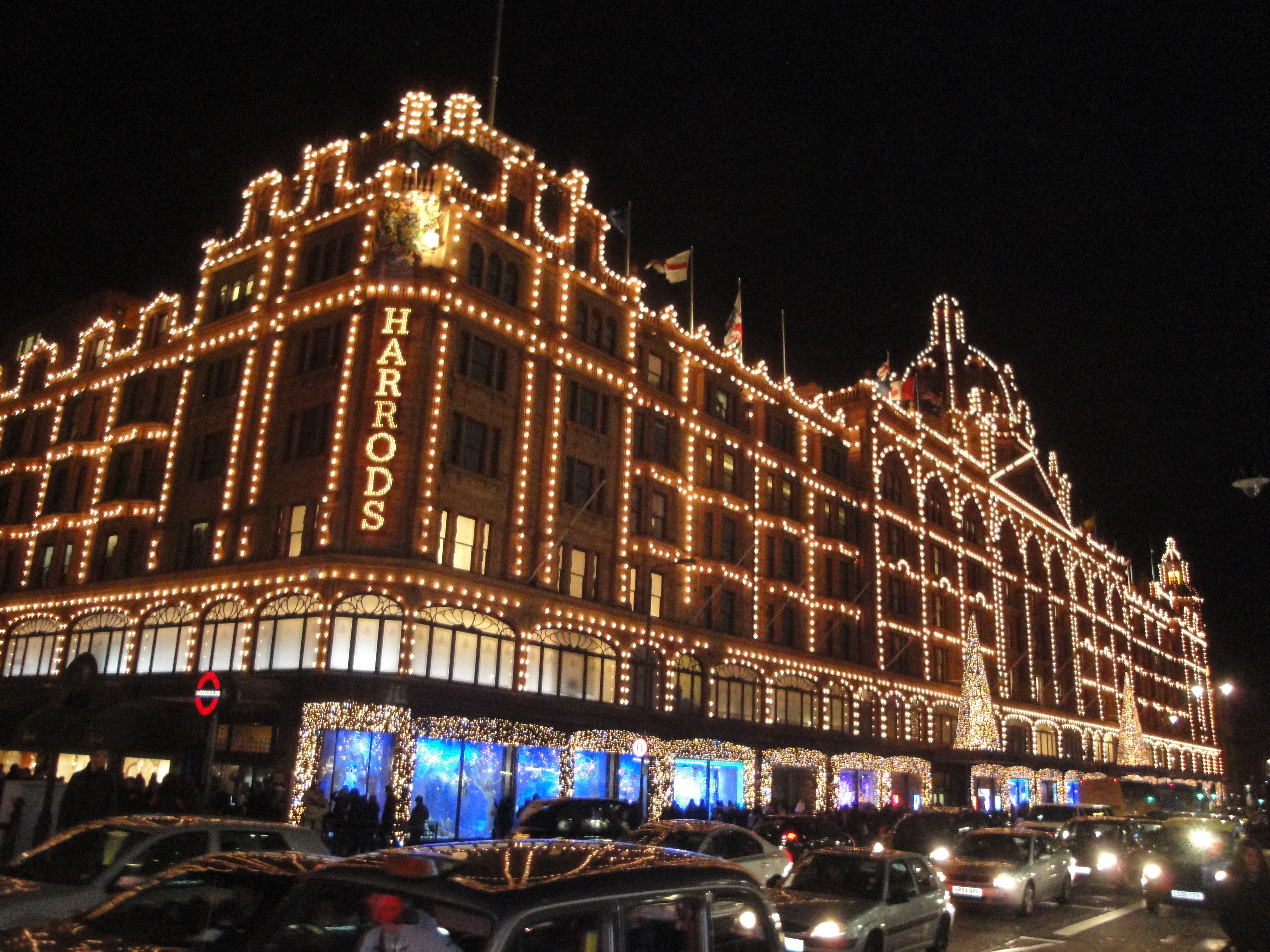
فروشگاه هرودز در لندن

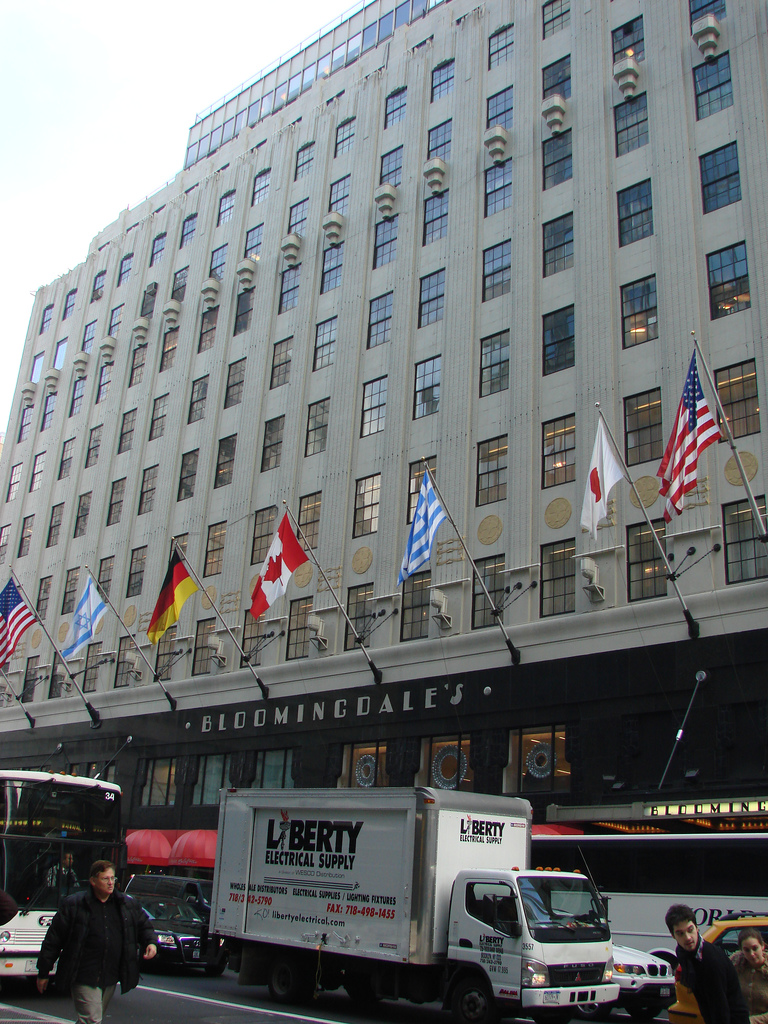
بلومینگدیلز در نیویورک سیتی